# ミハイロ・ザブロツキー
ミハイロ・ヴィタリヨヴィチ・ザブロツキー（ウクライナ語: Михайло 
Віталійович Забро́дський）は、ウクライナの政治家、軍人。ウクライナ英雄。2015年から2019年までウクライナ空中強襲軍司令官、2019年から2023年までウクライナ人民代議員を務めた。

## 経歴
1973年1月24日、ドニプロの軍人家庭に生まれる。1989年に高校を卒業した。1989年から1994年までA.F.モジャイスキー名称軍事宇宙アカデミーに在学。その後5年間ロシア連邦軍にて軍務を行った。2005年から2006年にかけて、ザブロツキーはアメリカ陸軍指揮幕僚大学に留学した。なお、ザブロツキーは英語が堪能である。
2009年秋、ザブロツキーはポーランド・ウクライナ平和維持部隊のコソボ担当の部隊の司令官に任命された。この部隊は主に第95独立空中機動旅団を基に構成されていた。
2013年1月、第95独立空中強襲旅団旅団長に就任した。

### ドンバス戦争
ドンバス戦争中、ザブロツキー指揮下の第95旅団は、スラビャンスクとクラマトルスクを封鎖し、空挺作戦を実施し、重要な拠点であるカラチュン山を占領して維持する任務を遂行した。2014年4月、ザブロツキーの指揮下、スラビャンスクで敵に捕獲されていた第25独立空挺旅団の戦闘装備を奪還した。また、彼の直接の指揮の下で行われた空挺作戦中に、ディアコヴォ集落の空挺部隊がロシア軍部隊のロシア連邦領土への撤退を阻止した。5月23日、彼はルビジネ近郊で第30独立機械化旅団第2大隊の縦隊の封鎖解除に自ら参加した。
2014年夏、ザブロツキー率いる第95旅団は敵後方への襲撃を実行した。3週間の戦闘任務を経て、スラビャンスクからマリウポリまで470kmを移動し、その後ロシア・ウクライナ国境沿いを通り、ルハンシクを経由してスロビャンスクに戻った。アメリカの軍事専門家フィリップ・A・カーバーによると、これは近年における武装部隊による最長の襲撃であった。
2014年8月24日、ザブロツキーは独立記念日のパレードでATO参加者の合同パレード大隊を指揮した。
2014年10月から11月にかけて、ザブロツキー率いる第95独立空中機動旅団はATO軍司令官の直属の指揮下で任務を遂行した。2015年6月、ザブロツキーはマリンカの戦いでウクライナ軍を指揮した。
2015年8月1日、少将に昇進。
2015年12月、ウクライナ空中強襲軍司令官に就任。
2016年12月5日、中将に昇進。
2017年6月、ウクライナ国防大学を卒業した。ザブロツキーは修士号を取得した。
2017年、SBU対テロセンター長兼第一副長官とドネツク州およびルハンスク州における対テロ作戦責任者を兼任した。
2017年11月9日、ペトロ・ポロシェンコ大統領はザブロツキーがATOの司令官に任命されたと発表した。ザブロツキーのATO司令官就任と同時期に、部隊の大規模な交代が行われ、ウクライナ空中強襲軍のいくつかの旅団がATOゾーンの衝突線に入った。これには第25独立空挺旅団と第79独立空中強襲旅団が含まれていた。
2019年8月、ウクライナ空中強襲軍司令官を退任。

### 政治家として
2019年8月29日、欧州連帯からウクライナ最高議会人民代議員に選出された。最高議会においてザブロツキーは国家安全保障・防衛・情報委員会副委員長も務めた。
2023年3月17日、ザブロツキーがウクライナ軍に復帰するために人民代議士を辞任することが発表された。同月20日、議会はザブロツキーの辞任を承認した（賛成307票）。

### 人民代議員辞職後の軍歴
人民代議員辞職後、ザブロツキーはウクライナ軍副司令官に任命された。
2024年2月10日、ルステム・ウメロウ国防大臣はザブロツキーをウクライナ軍副司令官から解任した。

## 栄典
- ウクライナ英雄金星勲章 - 2014年8月23日[1]
- ボフダン・フメリニツキー勲章（3等） - 2014年10月21日[24]
- ダニーロ・ハリツキー勲章（ウクライナ語版） - 2010年2月22日[25]